# Classe Reina Victoria Eugenia
A Classe Reina Victoria Eugenia foi uma classe de couraçados planejada pela Armada Espanhola, composta pelo Reina Victoria Eugenia e duas embarcações chamadas provisoriamente de B e C. A classe foi concebida para suplementar a predecessora Classe España e levar em conta desenvolvimentos navais recentes de couraçados estrangeiros. Teria um deslocamento de 21 mil toneladas, um armamento principal de oito canhões de 343 milímetros e um sistema de propulsão com turbinas a vapor, mas outras especificações não foram decididas devido ao início da Primeira Guerra Mundial em 1914. A Espanha declarou sua neutralidade e a necessidade de novos couraçados desapareceu, com o governo abandonando o projeto.

## Antecedentes
A Espanha sofreu perdas desastrosas na Guerra Hispano-Americana de 1898 e carecia do dinheiro para reconstruir sua armada, mas mesmo assim o comando naval fez repetidos pedidos por fundos a fim de iniciar uma reconstrução. As Cortes Gerais não concederam o financiamento para as primeiras duas tentativas, o Plano de Frota de 1903 e o Plano de Frota de 1905. Desenvolvimentos internacionais logo aumentaram o apoio pela reconstrução da frota. O expansionismo da Alemanha fez Reino Unido e a França superarem  sua tradicional rivalidade e firmarem a Entente Cordiale. O acordo afetava a Espanha diretamente porque resolvia questões sobre o controle do Marrocos e colocava Tânger sob controle anglo-franco-espanhol. O acordo aproximou a Espanha do Reino Unido e França, levando a uma troca de mensagens entre os três governos e maio de 1907 que criaram um acordo informal para fazer frente contra a Alemanha e seus aliados. O Reino Unido concentraria a maior parte da Marinha Real Britânica no Mar do Norte enquanto a Armada Espanhola daria apoio para a Marinha Nacional Francesa no Mar Mediterrâneo contra a força combinada da Marinha Austro-Húngara e Marinha Real Italiana.
Nesta altura na Espanha, um novo governo liderado por Antonio Maura tinha assumido o poder, fazendo a armada tentar novamente com o Plano de Frota de 1907, que desta vez foi foi aprovado pelas Cortes Gerais e se tornou em 7 de janeiro de 1908 a Lei Naval. Ela autorizava três a construção de couraçados, que se tornariam a Classe España, mais vários contratorpedeiros e barcos torpedeiros. O tamanho dos couraçados era limitado em quinze mil toneladas devido às instalações navais espanholas existentes, pois a Espanha não tinha dinheiro suficiente para construir os navios e dragar portos e ampliar seus estaleiros para poderem acomodar embarcações maiores.
O atraso nas aprovações dos navios permitiu que a Espanha tirasse vantagem da experiência adquirida pelas outras grandes potências navais que já tinham construído couraçados no novo estilo dreadnought. A Armada Espanhola tinha pouca experiência na construção de navios capitais, assim ela emitiu especificações e pediu propostas de estaleiros estrangeiros, conseguindo participações vindas do Reino Unido, França, Itália e Áustria-Hungria. As melhores características de cada candidatura foram coletadas pela armada e esta fez seus próprios melhoramentos, entregando então o contrato para a Sociedad Española de Construcción Naval (SECN), um consórcio criado pelos estaleiros britânicos Armstrong Whitworth, Vickers e John Brown & Company. A SECN também foi contratada para construir um estaleiro em Ferrol onde os couraçados seriam construídos.
Os repetidos atrasos nos programas espanhóis acabaram também trabalhando para seu detrimento, pois a Classe España foi rapidamente superada por navios estrangeiros maiores e mais poderosos. A necessidade de mais couraçados ficou aparente em 1912, assim o presidente do governo José Canalejas defendeu mais três embarcações. Canalejas foi assassinado no final do ano, com seu sucessor Álvaro Figueroa e o Ministro da Marinha, Amalio Gimeno, conseguindo aprovar o Plano da Segunda Esquadra. Este previa uma esquadra com três couraçados de 21,3 mil toneladas para suplementar a Classe España, mais dois cruzadores de reconhecimento, nove contratorpedeiros e três submarinos. Esses couraçados se tornariam a Classe Reina Victoria Eugenia. Suas construções começariam em 1914 e 1915 e ficariam prontos até 1920.

## Desenvolvimento
A classe teria três navios, chamados Reina Victoria Eugenia e outros dois chamados provisoriamente de B e C. Foram projetados pela SECN com um deslocamento de 21,3 mil toneladas e velocidade máxima de 21 nós (39 quilômetros por hora). Os planos iniciais eram para um armamento principal de oito canhões de 381 milímetros em quatro torres de artilharia duplas, porém dificuldades financeiras resultaram na adoção de oito canhões de 343 milímetros, que mesmo assim teriam um alcance maior do que a maioria dos couraçados contemporâneos. O armamento secundário seria de vinte canhões de 152 milímetros. O sistema de propulsão teria quatro turbinas a vapor Parsons, cada uma girando uma hélice. Outras especificações nunca chegaram a ser decididas ou não sobreviveram ao tempo, porém segundo o historiador Ian Sturton é provável que o arranjo da bateria principal fosse similar aos couraçados britânicos, com duas torres sobrepostas à vante e duas sobrepostas à ré, mais duas chaminés próximas uma da outra.
A equipe de projeto preferia as armas de 381 milímetros, assim o presidente do governo Eduardo Dato e o almirante Augusto Miranda, o Ministro da Marinha, autorizaram em 1913 uma revisão com os canhões maiores, o que necessitaria de um aumento do deslocamento para pelo menos 25 mil toneladas. Os canhões, placas de blindagem e sistemas de controle de disparo seriam fabricados no Reino Unido, necessitando também de significativa assistência técnica britânica em geral. O início da Primeira Guerra Mundial em julho de 1914 atrapalhou os planos. A Itália declarou sua neutralidade e a Espanha fez o mesmo pouco depois, pois a Armada Espanhola seria desnecessária na contenção da Marinha Austro-Húngara, algo que a Marinha Nacional Francesa poderia fazer por conta própria. Desta forma a necessidade estratégica de novos couraçados desapareceu, assim Miranda imediatamente decidiu reduzir o programa de construção naval para se focar em cruzadores, contratorpedeiros e submarinos, pois eram alternativas mais baratas. O programa revisado foi aprovado pelas Cortes Gerais em 30 de julho de 1914. A armada considerou após o fim da guerra outro programa de construção com quatro cruzadores de batalha com deslocamento de aproximadamente 30,5 mil toneladas, mas isto foi considerado muito ambicioso e o plano nunca chegou a ser formalmente apresentado.